# Révay Mór Jánosné
Révay Mór Jánosné született Tafler Irén, 1881-től Györgyey Irén (Pest, 1871. március 18. – Budapest, 1959. január 30.) közíró, emlékíró, Révay Mór János lexikonszerkesztő felesége.

## Életpályája
Édesapja Tafler Antal zsidó származású földbirtokos, aki nevét 1881-ben változtatta Györgyeire. Édesanyja Sauer Irma, ugyancsak zsidó származású. 1890. április 21-én Budapesten lett Révay Mór János felesége. Cikkeit és irodalmi próbálkozásait Andor Mária álnév alatt jelentette meg. Az első világháború utolsó éveiben aktív társadalmi életet élt. Tagja volt a Károlyi Mihályné által vezetett Magyar Nők Klubjának, majd 1918 őszén csatlakozott a Magyar Asszonyok Nemzeti Szövetségéhez. 1918–19-ben naplót írt az eseményekről, amely értékes kordokumentum.
1945 után nemcsak mellőzték, hanem meg is hurcolták „fasiszta szellemű és szovjetellenes sajtótermékek” birtoklásáért. 1949. január 17-én megtartott rendőrségi tárgyaláson megbírságolták, nyolc könyvét elkobozták, hiába magyarázta, hogy nem volt lehetősége a férje után hátramaradt mintegy tízezer kötetből álló könyvtárat átvizsgálni. A házkutatáskor saját könyvét valószínűleg nem találták meg, hiszen akkor nem úszta volna meg csak bírsággal.
1959-ben hunyt el Budapesten. Nem a Kerepesi temetőbe temették férje mellé, hanem a Farkasrétibe, római katolikus szertartás szerint.

## Munkássága
Férje halála után (1926) fogott hozzá az 1918–1919-es események idején írott naplójának megszerkesztéséhez. A könyv először 1936-ban jelent meg, majd 2020-ban.
- 1918. november 1. – 1919. augusztus 7. Révay M. Jánosné naplója, 1936 Online hozzáférés
- A bolsevizmus napjai. Naplójegyzetek 1918–1919, Szerkesztette, lábjegyzetekkel ellátta: Szakács Árpád,  Kárpátia Stúdió Kiadó, 2020. (második kiadás)